# ريه أسامي
ريه أسامي (薊 理絵) (11 يناير 1989 في طوكيو في اليابان – )؛ هي لاعبة كرة قدم كانت تلعب كمدافع. ولعبت مع منتخب اليابان لكرة القدم للسيدات.

## وصلات خارجية
- ريه أسامي على موقع Soccerway.com (الإنجليزية)
- ريه أسامي على موقع عالم كرة القدم.نت (الإنجليزية)